# Collasuyo
El Collasuyo (del quechua: Qulla suyu ‘región de los collas’) (aimara: Qullasuyu pronunciaciónⓘ) fue el más extenso y meridioral de los suyos del Imperio incaico o Tahuantinsuyo. Junto con el Contisuyo, formaban la región denominada Urinsaya. Se dividía en dos partes: el Urcosuyo al occidente del Lago Titicaca, y el Umasuyo, al oriente.[cita requerida]
Su territorio se extendía al sur de Cuzco, desde los Andes y el altiplano de Bolivia hasta la ribera norte del río Maule en Chile, e incluyendo zonas de las costas del Pacífico hasta los llanos del noroeste de Argentina. Su centro neurálgico estaba en el altiplano andino, en torno al lago Titicaca, una de las regiones más densamente pobladas de los Andes desde la época del estado Tiahuanaco.
El nombre Qullasuyu proviene de los pueblos aimaras de la meseta del Titicaca, quienes formaban  diversos reinos o señoríos  independientes con fuertes lazos culturales. Los incas los llamaban qullas (collas). En quechua, qulla también significa "sabio", por lo que Qullasuyo puede traducirse como "tierra de sabios".
Hacia el año 1450, el inca Pachacútec conquistó el altiplano tras prolongadas campañas militares. Sin embargo, los aillus aimaras resistieron la imposición de la lengua y cultura quechua. A pesar de la dominación incaica, mantuvieron su lengua, tradiciones y estructuras sociales.

## Wamanis
Cada suyu se dividió en wamanis o provincias. Qullasuyu incluyó las wamanis de:
- Arica o Arika
- Canche o Kanche
- Caranga o Karanka
- Caruma
- Cavina o Kawina, cuyos habitantes eran "incas con privilegios"
- Chicha
- Collagua
- Coquimbo
- Lipe
- Locumba
- Lupaqa
- Pacajes o Pacasa
- Qolla Urcosuyu o Qulla Urqusuyu
- Sama
- Tambo o Tampu
- Ubina
- Humahuaca
- Chicoana o Sikuani
- Quiri Quiri
- Tucumán o de Tucma
- Chile o Chili

## El Qullasuyu en Bolivia

Wiphala del Qullasuyu, bandera moderna utilizada por grupos indigenistas actuales.

En la actualidad, el nombre Qullasuyu ha sido usado por determinados movimientos sociales indígenas y campesinos de tierras altas de Bolivia, donde aglutina a indígenas aimaras del altiplano,valles,yungas y quechuas del altiplano y los valles de ese país. Estos movimientos sociales tienen una agrupación social política denominada Consejo Nacional de Ayllus y Markas del Qullasuyu (CONAMAQ), que participa de manera activa en la política boliviana, actualmente es una organización con afinidad política al Movimiento Al Socialismo (MAS). Algunas personalidades reconocidas en Bolivia que fueron parte del CONAMAQ son: Nelson Condori, Rafael Quispe y Gualberto Cusi.